# Caribbula fleegeri
Caribbula fleegeri är en kräftdjursart som beskrevs av Rony Huys 1990. Caribbula fleegeri ingår i släktet Caribbula och familjen Thompsonulidae. Inga underarter finns listade i Catalogue of Life.